# 蕪木統文
蕪木 統文（ぶぎー とうもん）は、日本の小説家。東京都生まれ。英語表記は"Boogey Toumon"。主にアクションやSF、ノベライズを手がける。

## 作品リスト

### 1998年
- モーレツ!!魔球バカ大将（三一書房） * 黒沢哲哉と共著
- 夜明けの歌を謳う天使（小学館）
- 真・女神転生デビルサマナー 闇の再臨（アスペクト）
- 真・女神転生デビルサマナー 闇の挟撃（アスペクト）
- 真・女神転生デビルサマナー 闇の終曲（アスペクト）
- 真・女神転生カーン 虚飾の楽園（上）（アスペクト）* 原作：柳沢一明

### 1999年
- 真・女神転生カーン 虚飾の楽園（下）（アスペクト）* 原作：柳沢一明
- 始皇帝復活（角川春樹事務所）

### 2000年
- 魔剣X アフターストレンジデイズ（アスキー）
- 始皇帝逆襲（角川春樹事務所）

### 2002年
- Missing Blue すべての忘れられぬ想いのために（エンターブレイン）
- Piaキャロットへようこそ!!3 refrain summer（エンターブレイン）
- 水月 この世界に足りないもの（エンターブレイン）

### 2003年
- クリスマスローズXXXX（エニックス）
- Piaキャロットへようこそ!!3 Brilliant summer（エンターブレイン）
- 真・女神転生III-NOCTURNE 混沌（エンターブレイン）

### 2004年
- 探偵 神宮寺三郎 Early days 疾走の街（エンターブレイン）

### 2005年
- ホワイトブレス（エンターブレイン）
- 水月〜迷心〜 この世界に降り注ぐ光と（エンターブレイン）
- スカイガールズ 碧空来同編（コナミデジタルエンタテインメント）
- ともだち 小さき勇者たち〜ガメラ〜（エンターブレイン）

### 2006年
- フルティメット・アームズ(1) 巨大ロボ・アギオス爆動（童心社）
- はうはう（ソフトバンククリエイティブ）
- デビルサマナー 葛葉ライドウ 対 死人驛使（エンターブレイン）

### 2007年・2008年
- フルティメット・アームズ(2) 爆襲!アギオス2号機（童心社）
- フルティメット・アームズ(3) 爆戦!地獄城の翼（童心社）

### 2009年・2010年
- 導紋のリーリ（一迅社）
- スプリング・タイム（小学館）

### 2011年
- 小学生にもデキること！超誕！Jオオカミ団 （一迅社）